# Broccostella
Broccostella – miejscowość i gmina we Włoszech, w regionie Lacjum, w prowincji Frosinone.
Według danych na rok 2004 gminę zamieszkiwało 2646 osób, 240,5 os./km².